# Municipio de Lone Rock (Dakota del Sur)
El municipio de Lone Rock (en inglés: Lone Rock Township) es un municipio ubicado en el condado de Moody en el estado estadounidense de Dakota del Sur. En el año 2010 tenía una población de 99 habitantes y una densidad poblacional de 1,74 personas por km².

## Geografía
El municipio de Lone Rock se encuentra ubicado en las coordenadas 43°58′49″N 96°29′21″O / 43.98028, -96.48917. Según la Oficina del Censo de los Estados Unidos, el municipio tiene una superficie total de 56.86 km², de la cual 56,86 km² corresponden a tierra firme y (0 %) 0 km² es agua.

## Demografía
Según el censo de 2010, había 99 personas residiendo en el municipio de Lone Rock. La densidad de población era de 1,74 hab./km². De los 99 habitantes, el municipio de Lone Rock estaba compuesto por el 93,94 % blancos, el 5,05 % eran amerindios y el 1,01 % eran de una mezcla de razas. Del total de la población el 0 % eran hispanos o latinos de cualquier raza.